# Struensees opdragelse af Frederik 6.
Opdragelsen af kronprins Frederik (den senere Frederik d. 6.) som Johann Friedrich Struensee fra september 1770 til januar 1772 stod for, var baseret på en bogstavelig fortolkning af den franske oplysningsfilosof Rousseaus pædagogiske klassiker Émile.

## Struensees oplysningsideer
Struensee var gennempræget af oplysningstidens filosofi. Disse tanker var centrale for hele den reform-, nærmest revolutionsiver, som han og mange samtidige tænkere eller praktikere stod for. Men oplysningstidens ideer blev aldrig uniforme som praktiske løsninger på problemer, de kom snarere til udtryk på vidt forskellige måder, alt efter hvilket land og hvilke personer de prægede. Som hovedpunkt var det et ønske om at ændre på sædvaner og institutioner som ikke fungerede. Kongstanken var at samfundsordningen skulle være en der gjorde flest mulige mennesker lykkelige . Et andet emne som optræder mange steder i oplysningstiden, er den nye opfattelse af borgeren som en, der også har krav på at deltage i statsstyringen og i det hele taget komme op på siden af de gamle adelige i indflydelse i samfundet. Denne tanke har nok hjulpet en del på samvittigheden, da Struensee endelig fik muligheden for at sætte sig på regeringsmagten på bekostning af den sindssyge konge Christian 7. og en adel, der var sat ud af spillet af dem, som havde fået eneret på adgangen til kongen.
Men det betød ikke nødvendigvis at oplysningstidens tanker absolut måtte munde ud i demokratisk revolution, det var nok snarere undtagelsen. For de fleste oplysningsmænd var det den oplyste enevælde, der var idealet, med Francois Voltaire og Frederik den Store af Preussen af Preussen som foregangsmænd for denne tanke. Der er heller ikke meget, der tyder på, at Struensee havde en anden opfattelse af det: hele hans regeringstid var jo med sig selv som den fungerende oplyste monark, godt skjult bag billedet af Christian d. 7, som den oplyste monark og Struensee som hans “Voltaire” ved siden af tronen, kun rådgivende monarken med gode ledetråde.

## Opdragelsen
Kronprins Frederiks opdragelse var drastisk anderledes end hans fader og de forrige danske kongers havde været. Befolkningen, uvante som den var med det som med de fleste andre af Struensees forordninger, følte mistro, ligefrem rædsel overfor denne opdragelse. Struensee havde her som i så mange andre af de emner han tog op en grundbog, han kunne følge. Her drejede det sig om Jean-Jacques Rousseaus Émile. En bog, der fik stor gennemslagskraft, da den udkom i 1762, for den omhandlede et emne som få forfattere havde taget op til seriøs overvejelse før ham. At den samtidig gik stik modsat så godt som alle de traditionelle opdragelsesmetoder i tiden, gjorde ikke sensationen mindre.[kilde mangler]

### Ideerne iÉmile
Rousseau var blandt andet fortaler for, at mødrene selv ammede deres børn, noget som ingen fornem dame havde gjort i århundreder. Og at det stramme svøb, som børn blev svøbt i straks fra fødslen, skulle fjernes, så de små kunne lege frit og øve balance og træne muskler. Desuden understreger han gang på gang, at et spædbarns gråd er et spørgsmål om, hvem der skal kontrollere hvem . Hvis forældrene straks springer til hver eneste gang barnet græder, vil det aldrig lære, at det er forældrene, der bestemmer. Altså skal man ikke reagere på barnets gråd. Og selv hvis det har slået sig, skal man alligevel vente lidt, inden man reagerer og ser om det er alvorligt . Når barnet skal lære at gå eller opøve sin færdighed i at bevæge sig, skal man ikke bruge hjælpemidler. Barnet skal have lov selv at falde, det vil derfor have mange sår og blå mærker, men til gengæld vil det være langt gladere . Man skal ikke bruge unødvendig mange ord, men kun lige hvad der er nødvendigt. Barnet vil ikke have et stort ordforråd, men til gengæld vil det kende brugen af de ord, det kender bedre. At begynde at lære barnet de tomme høflighedsfraser som voksenlivet er fuldt af, vil være at ødelægge barnets naturtilstand: Man skal derfor lade det passe sig selv og tilpasse sig andre børn og finde ud af sin egen omgangstone . Ydermere skal barnet ikke få noget, bare fordi det har lyst til det, men kun hvis det har brug for det . Denne lange liste fra Rousseaus værk kom til at have betydning for den opdragelse kronprinsen fik.

### Struensees tolkning
Det viser også den meget pertentlige Struensee, som havde den bedste mening og fulgte den tids mest moderne retning og radikale retning, og så alligevel ikke. For læresætningerne tages bogstaveligt i den mest ekstreme betydning med næsten fatale konsekvenser for kronprinsen. Det afslører en Struensee, som trods sin radikale filosofi ikke havde meget selvstændigt at bidrage med i denne henseende og den slaviske efterligning af bogens ord uden hensyntagen til det individ, der bliver udsat for dem.[kilde mangler] Noget som Rousseau ellers også fremhæver i sin bog. Det vigtigste punkt er dog en sætning, som Rousseau nævner først i sit værk, hvor han fortæller om en gang, han afviste at være lærer for en fornem mands søn. Denne mand skulle være glad i stedet for ærgerlig over, at jeg afviste ham, for
| Citat           | Havde jeg accepteret hans tilbud og fejlet min undervisning ville det have været en fiasko. Men endnu værre havde det lykkedes mig; for så havde sønnen opgivet sin titel og ville ikke længere have ønsket at være en fyrste (prince). | Citat |
| Rousseau, s. 18 | |       |

Rousseaus mål med Émile er altså ikke at lære, hvordan man opdrager børn til at blive gode fyrster og opnå store mål i det fine selskab. Rousseau ønskede at frembringe eller rettere genskabe det naturlige menneske, som civilisationen havde ødelagt og altså især hoffet med dets tomme fraser og overfladiske stads. Det er svært at forestille sig, at Struensee ikke har opfattet denne mening med bogen og det tilfører pludselig et spændende vidnesbyrd, om hvad Struensee ville prøve at opnå med det danske riges samfundsorden på længere sigt.
Rousseaus bog udkom i 1762, altså lidt mindre end 10 år før Struensee kom til magten. Ingen børn kunne have nået at få en “rousseausk” opdragelse og vokse op, så man kunne se resultatet af hans læresætninger. Man måtte altså tage Rousseau på ordet og det gjorde Struensee. Han satsede på at en sådan opdragelse virkelig ville vække afsmag for hoflivets glæder, og dermed ikke mere være et emne som hersker. Hvad der skulle i stedet, kan man kun gisne om. Struensee havde sandsynligvis en datter med Caroline Mathilde , og kvindelige herskere i det oplyste monarki var ikke ukendte på dette tidspunkt. Kejserinden Katharina 2. af Rusland havde netop i 1762 gennemført sit statskup og var i fuld gang med både at imponere og forurolige Europa. Struensees langsigtede planer kendes ikke, men det vigtigste er, at han ikke prøvede at ombringe kronprinsen. Han troede, at det var en sund og fornuftig opdragelsesmetode, Rousseau anbefalede. At den kunne vække afsmag for herskerlysten hos en sindssyg konges efterfølger, vil heller ikke nødvendigvis være en negativ effekt set med Struensees, og nok også eftertidens øjne.[kilde mangler]

### Vidnesbyrd

#### Reverdils vidnesbyrd om opdragelsen
Et af de vigtigste øjenvidner vi har, er schweizeren Elie Salomon François Reverdil, Christian 7.s tidligere huslærer. Han skrev sine erindringer ved det danske hof ud fra dagbøger, han havde ført i denne periode. Reverdil fortæller om folks forfærdelse ved opdragelsen, men er ikke selv så chokeret som de. "Selv de forstandigste mænd, der dreves af varm fædrelandsfølelse, udtalte bittert, at en sendrægtig opdragelse var en overordentlig stor fejl, når det drejede sig om et barn, der blev myndig i trettenårsalderen – som om et barns naturlige udvikling kunne fremskyndes, når dette stemmede bedst med menneskelige forfatningsvedtægter.". Der klages over, at man ikke var begyndt at opdrage ham, at han bare opholdt sig i haverne i Hirschholm, men dette var et led i både Rousseaus og Struensees plan med opdragelsen. Der blev bygget en lille indhegning, der var i direkte forbindelse med prinsens værelse, og her foregik det meste af hans opdragelse. Indelukket var bygget, fordi han en dag blev fundet i haven faretruende nær ved kanten af en dam, og heraf udsprang rygtet om, at Struensee havde prøvet at drukne kronprinsen.

#### Andre vidnesbyrd
Rygterne om et planlagt drab på kronprinsen blev blandt andet spredt af Frederiks kammerpage, Niels Ditlev Riegels, som hævdede, at Struensee planlagde at avle en søn med dronningen, som skulle være konge, når Christian 7. var død. En anden iagttager har berettet, at Frederik og bondesønnen Carl sad halvnøgne uden for kammeret og spiste grød af et fad. Carl var en af to jævnaldrende kammerater, som var bragt til slottet for at underholde prins Frederik, og skønt de var af bondeslægt, skulle de behandles på lige fod med kronprinsen. Da kronprinsen var svagelig, formentlig på grund af engelsk syge, og samtidig bange for at gå op ad trapper, blev der bygget en kunstig trappe på nogle trin i hans værelse, hvorpå maden blev stillet. Han skulle derefter lære sig selv at kravle op for at få noget at spise. Drengene skulle sove på en hård madras i et uopvarmet rum med blot et tæppe som dække, og ved en enkelt lejlighed blev Frederik fundet stiv af kulde. Struensee beordrede straks, at han skulle varmes op i sengen hos en lakajs hustru og fremførte til sit forsvar, at hændelsen havde styrket drengens svækkede helbred. Johan Bülow, der efter Struensees henrettelse blev ansat som lærer og vejleder for kronprinsen og gjorde omhyggelige notater om dennes opvækst, har bekræftet den hårdhændede behandling, Frederik blev udsat for under forgængeren. Bülow mente, at det havde medført stor skade både i fysisk og psykisk henseende at blive opdraget under disse forhold.

### Forsvar for opdragelsen
Reverdil, som selv var tilhænger af oplysningstanken, men dog i langt mere moderat grad end Struensee, er ikke negativt indstillet over for Rousseaus metoder. Men han indvender, at der manglede opsyn med prinsen, et faktum han undskylder med Struensees mistroiskhed over for alle. At han ikke turde lade en anden få opsyn med en så vigtig person som kronprinsen, og derfor måtte altså ingen gøre det, da Struensee ikke selv havde tid til det. Desuden, fortæller Reverdil, var prinsens helbred alt for svagt til denne opdragelse, hvor han blandt andet ikke fik sko og sokker om vinteren, før Reverdil greb ind, da han så, at prinsen havde fået frostknuder i benene. Struensee har gået alt for bogstaveligt til værks, og havde det stået til Reverdil, ville der være modereret en del på opdragelsen.
Reverdil citerer et langt stykke af det forsvarsskrift, som Struensee skrev i fængslet, efter at han var afsat fra magten, hvor Struensee fremlægger sit syn på opdragelsen. Han nævner her de klassiske elementer fra Émile, nemlig at kronprinsen skreg meget, var svagelig, ikke kunne gå og krævede underholdning i stedet for at lege. Herefter fortæller Struensee så om de midler, blandt andet ovennævnte, han brugte til at forbedre forholdene, og han mener selv at de hjalp strålende, at kronprinsens svagelige helbred var stærkt forbedret, og hans frygtsomhed overvundet. Desuden fortæller han, at opdragelsen har haft den fordel "som en blødagtig opdragelsesmåde ikke giver, at han forstår at hjælpe sig selv i alle småting uden at vænne sig til blot at være afhængig af andre derved, at han ikke for tidlig lærer sin høje stands ydre udmærkelsestegn at kende, for at de ikke skal falde ham des hurtigere til byrde eller vække en forfængelighed hos ham, der senere hen må undertrykkes ved moralske grundsætninger." Kort sagt den naturlige opdragelsesmetode, lige efter Rousseaus overbevisning.

## Anvendt litteratur
- Bech, Svend Cedergren, Struensee og hans tid, Politikens Forlag, København, 1972.
- John Danstrup & Hal Koch(red.), Politikens Danmarks Historie bind 9 af Svend Cedergreen Bech, Politikens Forlag, København, 1965.
- Gether, Christian, Kronprins og menneskebarn = Kronprinz und Menschenkind, Vestsjællands Kunstmuseum, Sorø, 1988. ISBN 87-89119-03-7.
- Jens Engberg, Den standhaftige tinsoldat, Politikens Forlag, 2009. ISBN 978-87-567-9325-4.
- Reverdil, E. S. F., Struensee og det danske hof 1760-1772 oversat af Paul Læssøe Müller, Andr. Fred. Høst & Søns Forlag, København, 1916.
- Rousseau, Jean-Jacques, Émile, redigeret og oversat til engelsk af William H. Payne, Prometheus Books, New York, 2003.
- Thiedecke, Johnny, For Folket – Oplysning, Magt og Vanvid i Struensee-tidens Danmark, Pantheon, Viborg, 2004.